# Hustillejos

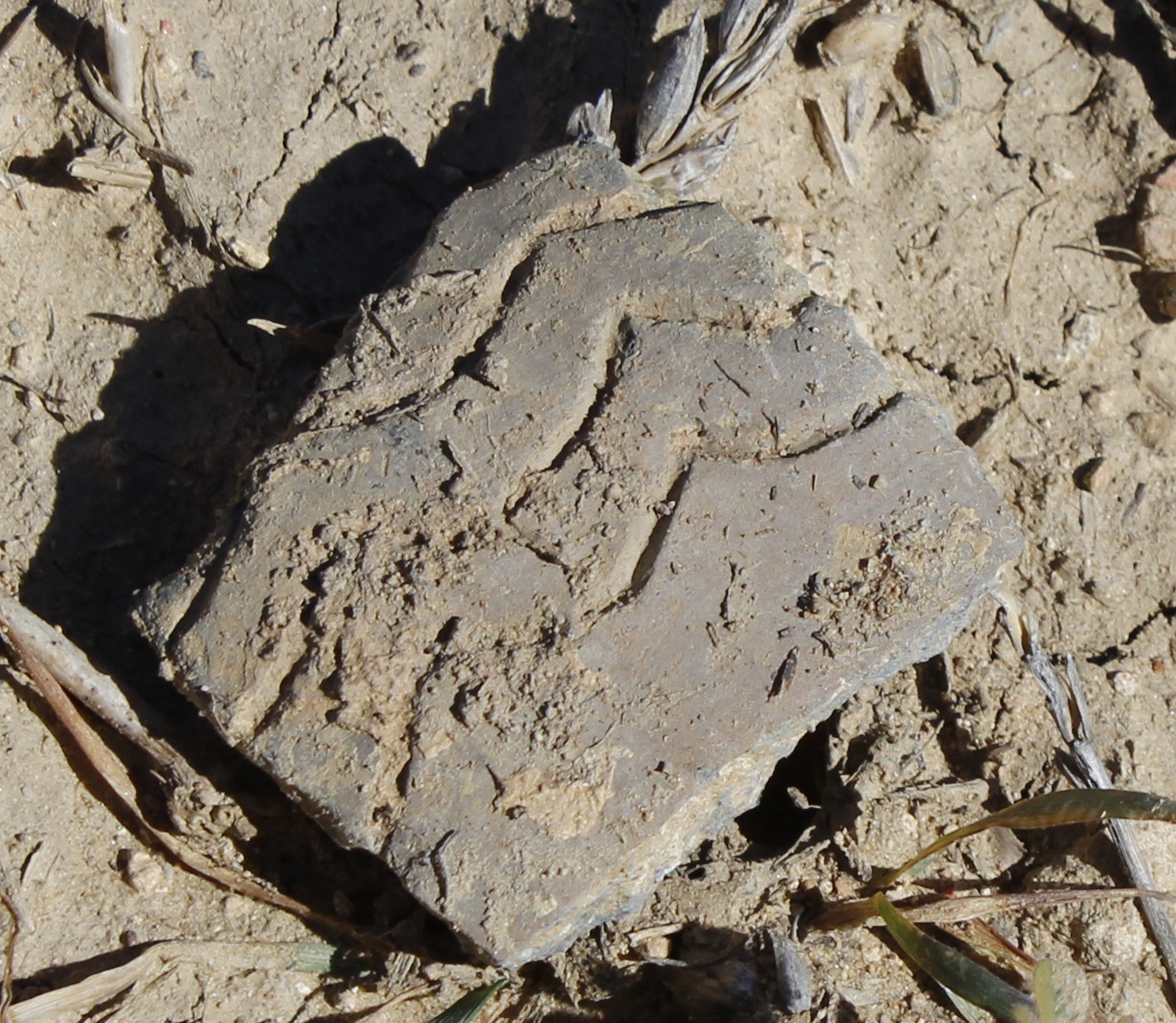
Fragmento de cerámica de Hustillejos.

Hustillejos es un yacimiento arqueológico situado en el término municipal de Cuenca de Campos, al noroeste de la capital de la provincia vallisoletana, en la comarca de Tierra de Campos. El yacimiento toma su nombre del arrollo Hustillejos, un lecho prácticamente seco, afluente del río Sequillo, pero que por los indicios geológicos en sus riberas pudo ser un cauce importante.
La cronología del yacimiento se basa en los materiales aparecidos en la superficie, sobre todo cerámica de manufactura tosca, de pastas grises y pardas fabricadas a mano, con bordes ligeramente exvasados, rectos o almendrados con decoración incisa de triángulos y ajedrezados. También se han encontrado piedras anulares y tapaderas, entre el abundante material lítico y la acumulación de piedra caliza. Todo ello enmarca a Hustillejos entre el final de la Edad del Bronce hasta la Edad del Hierro I.